# ویکتور دوبوویتز
ویکتور دوبوویتز (انگلیسی: Victor Dubowitz؛ زادهٔ ۶ اوت ۱۹۳۱) یک پزشک متخصص اعصاب، استادِ بازنشستهٔ کالج سلطنتی لندن و مؤلف چندین مقاله و کتاب دربارهٔ بیماری‌های اعصاب کودکان است.
همسر او لی‌لی دوبوویتز یک متخصص اطفال بود و با کمک یکدیگر موفق به ابداع «مقیاس دوبوویتز» جهت تعیین سن حاملگی شدند.
وی استاد دانشگاه شفیلد و دانشگاه لندن بوده‌است و «سندرم دوبوویتز» و «بیماری دوبوویتز» (نوع خاصی از آتروفی عضلانی نخاعی) به افتخارِ او نام‌گذاری شده‌است.